# Giovanni Battista Abiosi
Giovanni Battista Abiosi (* im 15. Jahrhundert in Montella oder Bagnoli; † im 16. Jahrhundert) war ein italienischer Mathematiker, Astronom und Mediziner und wurde bei Neapel geboren.

## Leben

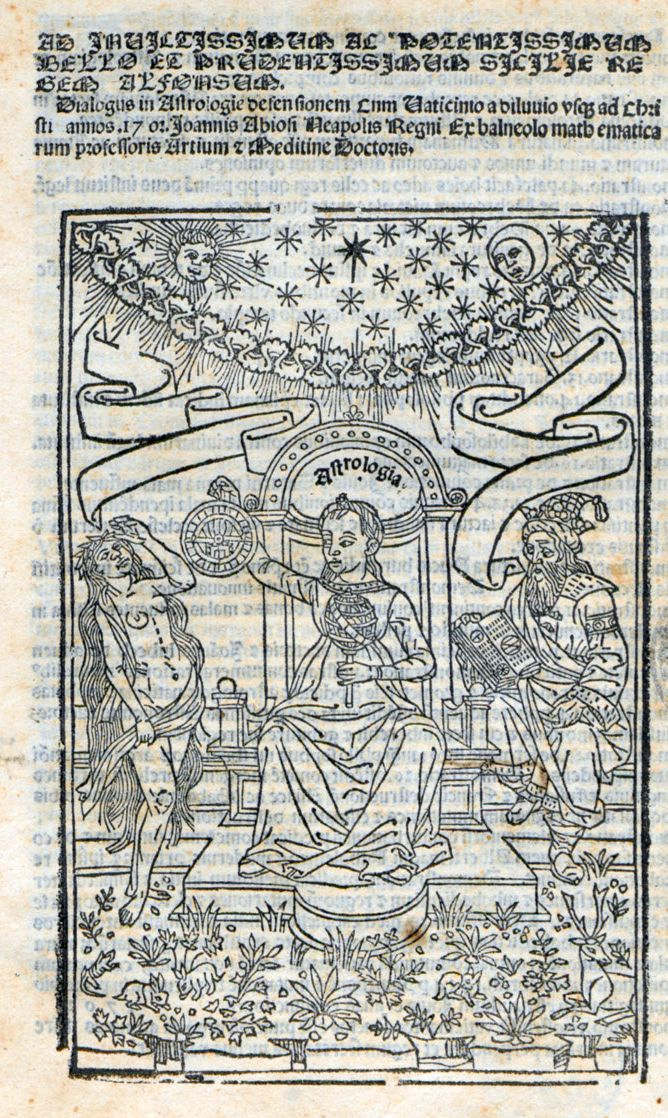
Dialogus in astrologiae defensionem, 1494

Abiosi beschäftigte sich neben der Medizin und der Mathematik vor allem mit der Astrologie. Er war ein Schützling von Papst Leo X. Sein Werk Dialogus in Astronomiae Divinatricis defensionem war König Alfons von Neapel gewidmet und stand unter dessen Schutz. Trotzdem wurde es vom Papst in den Index Expurgatorum, das Verzeichnis der verbotenen Bücher gestellt, weil es mehrere Spaltungen und Veränderungen voraussagte, die die Kirche bedrohten. Bereits zwei Jahre später veröffentlichte er weitere prophetische Schriften und sagte für 1503 und 1524 Kataklysmen voraus. Er verfasste aber auch Werke über sanitäre Maßnahmen im Umgang mit Seuchen, hier insbesondere der Pest.
Abiosi wurde wegen seiner diffamierenden Verleumdungen, in denen er unangenehme Wahrheiten über Traiano Cavaniglia, den Grafen von Montella, verbreitet hatte, von diesem eingesperrt. Der Papst setzte seine sofortige Freilassung durch. Im Jahr 1507 soll er noch gelebt haben.

## Werke
- Ad inuictissimum … Sicile Regem Alfonsum. Venedig 1494?.
- Dialogus in Astronomiae Divinatricis defensionem, cum Vaticinio a Diluvio usque ad Christi annum 1702. Franciscum Lapicidam, Venedig 1494.
- Trutina rerum caelestium et terrestrium. Joannes Rubeus, Venedig, nach 5. Feb. 1498.
- De remediis contra pestem, tertianam et lepram.
- De regimine sanitatis et de elementorum agitationibus.
- Commentario in opera Claudiani De Raptu Prosperina. Paris 1517.
- Compendium Rhetorica ex optimis utriusque linguae autoribus excerptum. Basel 1536.

Zudem soll er einen Kommentar über Claudianus Mamertus und ein Handbuch der Rhetorik verfasst haben.